# يوسف غولشميدت
يوسف غولشميدت هو معلم وسياسي إسرائيلي، ولد في 1907 في فرانكفورت في ألمانيا، وتوفي في 25 يوليو 1981 في إسرائيل. نشط حزبياً في مفدال. وقد انتخب عضو الكنيست ‏ وقد انضم خلال فترته النيابية ‏ (15 ديسمبر 1969 – 21 يناير 1974) للكتلة البرلمانية مفدال.